# Сан-Рафаэль (Урике)
Сан-Рафаэль (исп. San Rafael) — посёлок в Мексике, штат Чиуауа, входит в состав муниципалитета Урике. Численность населения, по данным переписи 2010 года, составила 2160 человек.

## Общие сведения
Посёлок назван в честь Архангела Рафаила.
Поселение было основано при строительстве железной дороги в этом районе в период между 1940-м и 1950-м годами. Является самым густонаселенным в муниципалитете Урике.
Основным видом деятельности является лесозаготовка и погрузка на ж/д станции.